# Vanessa Kasper
Vanessa Kasper, née le 8 décembre 1996 à Celerina, est une skieuse alpine suisse spécialisée en géant.

## Biographie
Son père Curdin Kasper a été entraîneur de l'équipe nationale suisse de ski de fond, notamment quand Andy Grünenfelder a remporté la médaille de bronze olympique 88 et dirige depuis 1990 l'école de ski de fond de Celerina.
Elle a fait ses études au gymnase sportif de Davos, une des principales filières de sport-études pour les skieurs suisses.

### Les débuts
Elle prend le départ de sa première course FIS le 22 novembre 2011 lors du géant de Zinal et termine 46e. Elle obtient son premier top 10 le 18 décembre 2011, moins d'un mois plus tard, avec une 10e place au géant de Saint-Moritz.
En début de saison suivante, elle parvient à intégrer à nouveau plusieurs fois le top 10 : 8e au géant de Veysonnaz, 9e au géant de Filzmoos, 9e au géant de La Lenk et 7e du combiné de Brigels. En février 2013, elle prend part au Festival olympique de la jeunesse européenne 2013 à Brașov. Elle se classe 5e en slalom géant et fait partie de l'équipe médaillée de bronze de l'épreuve mixte par équipe.

### Saison 2013-2014: débuts en Coupe d'Europe
Elle commence sa saison en passant deux semaines aux USA pour concourir lors de sept courses, notamment sur le circuit Nor-Am Cup. Elle prend le départ de ses deux premières épreuves de Coupe d'Europe à Zinal en janvier sans parvenir à se qualifier pour la seconde manche. Le 17 janvier, elle devient championne de Suisse juniors de géant. Elle termine plusieurs fois dans le top 20 au niveau FIS dans les semaines qui suivent, notamment une 7e place au géant de Veysonnaz lors de l'ultime course de la saison.

### Saison 2014-2015
Elle intègre le cadre C de Swiss-Ski et Fritz Züger, expérimenté entraineur au niveau Coupe de monde, déclare : "Elle a sans aucun doute le talent pour se hisser un jour au sommet, surtout dans sa discipline de prédilection, le slalom géant".
Après trois places dans le top10, elle monte le 4 décembre sur son premier podium FIS lors du géant de Zinal.
En janvier, elle participe à deux nouvelles épreuves de Coupe d'Europe sans se parvenir à l'arrivée de la seconde manche. Elle parvient durant toute la saison à figurer régulièrement dans le top10 en géant et le top20 en slalom. Le 12 février, elle devient vice-championne de Suisse juniors de géant derrière Mélanie Meillard. Le 29 mars, elle termine le géant du championnat de Suisse qui a lieu chez elle à Saint-Moritz à la 8e place, mais juste derrière toutes les meilleures skieuses du pays (Dominique Gisin, Wendy Holdener, Simone Wild, Jasmina Suter, Michelle Gisin, Aline Danioth et Mélanie Meillard).

### Saison 2015-2016
Cette saison est marquée par une nette progression dans ses résultats en Coupe d'Europe. Le 11 décembre, elle réussit en même temps son premier top 30 et son premier top 15 en prenant la 11e place du géant de Kvitfjell, elle entre le 12 février pour la première fois dans le top 10 avec une 6e place au géant de Borovets et elle monte le 15 mars sur son premier podium (2e) à l'issue du géant de La Molina. Sa régularité en Coupe d'Europe est illustrée au terme de la saison par la 10e place au classement du géant.
Le 2 mars, elle prend la 10e place du géant des Championnats du monde juniors de Sotchi. Dans le cadre des Championnats de Suisse, elle monte le 21 mars sur la 3e marche du podium du géant, derrière Aline Danioth et Wendy Holdener, et prend le lendemain la 6e place du slalom derrière notamment Wendy Holdener, Aline Danioth et Michelle Gisin.

### Saison 2016-2017
Sa saison est marquée par son premier départ en Coupe du monde le 10 décembre pour le géant de Sestrières dont elle ne parvient pas à finir la première manche. Elle ne se qualifie pas pour le seconde manche des deux autres épreuves auxquelles elle prend part à ce niveau.
Régulièrement alignée en Coupe d'Europe, les résultats sont moins bons que la saison précédente et sa meilleure performance est une 9e place au géant d'Andalo en décembre.
En mars, elle participe aux Championnats du monde juniors d'Åre en prenant la 16e place du géant.

### Saison 2017-2018
Dès le début de la saison, elle réussit à améliorer nettement ses performances de l'hiver précédent. Elle remporte sa première victoire FIS au géant de Zinal en novembre. En décembre, elle remonte sur un podium de Coupe d'Europe en prenant la 3e place du géant d'Hafjell. Une semaine plus tard, le 8 décembre, jour de son 21e anniversaire, elle remporte sa première victoire de Coupe d'Europe à l'occasion du géant de Kvitfjell. Le 29 décembre, elle marque ses premiers points en Coupe du Monde en prenant la 27e place du géant de Lienz.
Le 27 janvier, alors que la presse imagine qu'elle a peut-être encore une chance d'être sélectionnée pour les JO, elle fait une chute brutale après quelques portes lors du géant de Lenzerheide et doit être évacuée par hélicoptère. Victime d'une fracture du tibia et du péroné, elle doit mettre un terme à sa saison. Elle conserve néanmoins la 9e place de la Coupe d'Europe de géant.

### Saison 2018-2019
Elle retrouve la compétition fin novembre, juste le temps de disputer deux géants à Funesdalen, mais doit ensuite être opérée à nouveau pour retirer les éléments métalliques de sa jambe. Elle retrouve le cadre B en Coupe d'Europe à partir du 1er avril pour reprendre l'entraînement en vue de la saison suivante.

### Saison 2019-2020
En août et septembre, elle passe plusieurs semaines en Nouvelle-Zélande et retrouve la compétition avec un certain succès (5 top5 en 6 courses). Elle est l'auteur de performances qu'elle considère elle-même d'encourageantes à Andalo à mi-décembre. Lors du premier géant, elle réalise une bonne première manche mais commet dans la seconde une grosse erreur qui la rejette au-delà de la 20e place. Le lendemain, porteuse du dossard 33, elle réussit à enchaîner deux bonnes manche pour obtenir la 11e place. Elle déclare qu'elle est très heureuse car cela montre qu'elle sait encore skier. Quelques jours plus tard, elle remporte le géant FIS de Laax, puis enchaîne avec quelques bons résultats au niveau FIS.
Elle retrouve la Coupe du Monde en février mais manque la qualification en seconde manche du géant de Kranjska Gora.

### Saison 2020-2021
La saison débute par les Championnats de Suisse 2020 qui ont été repoussés à cause du covid. Vanessa Kasper y prend la 4e place du géant remporté par Vivianne Härri devant Simone Wild et également la 4e place du combiné, dont la 3e place du Super G qui comptait également comme course FIS.
En février, elle termine le géant de Krvavec à la 6e place, son meilleur résultat en Coupe d'Europe depuis sa victoire plus de 3 ans plus tôt puis, à la fin du mois, elle prend la 13e place du géant de Livigno. Ces deux résultats en Coupe d'Europe contribuent probablement à son retour en Coupe du Monde dès le début mars à Jasná où elle obtient la 21e place après s'être qualifiée à l'issue de la première manche en 26e position avec le dossard 45. Elle participe à nouveau aux Championnats de Suisse en fin de saison en prenant notamment la 7e place du Super G remporté par Delia Durrer, regrettant une grosse faute qui lui aurait coûté le podium, et la 4e place du géant, à 5 centièmes du podium, derrière Camille Rast, Simone Wild et Mélanie Meillard, déplorant à nouveau une grosse erreur en première manche.

### Saison 2021-2022
Fraîchement réintégrée dans le cadre B, elle est conviée au géant d'ouverture de saison de Coupe du Monde à Sölden mais ne se qualifie pas pour la seconde manche. Elle est néanmoins présente à l'occasion de l'épreuve suivante, le parallèle de Zürs, où, porteuse du numéro 38, elle parvient en qualifications à décrocher de justesse le 16e et dernier ticket permettant d’accéder à la course en devançant d’un centième Simone Wild,. Elle est ensuite éliminée dès le premier tour, classée à la 14e place, ce qui considéré comme décevant par plusieurs médias alors qu'elle exprime "une immense joie" de s'être qualifiée et le désir de considérer sa performance comme un "bon résultat". Toujours est-il qu'elle est renvoyée en Coupe d'Europe où elle obtient notamment en décembre une 7e place au géant de Mayrhofen et une 15e place de celui d'Andalo. En fin d'année, elle retrouve à nouveau la Coupe du Monde mais sans parvenir à se qualifier en seconde manche autant à Courchevel qu'à Lienz et Kranjska Gora. 
En janvier, elle fait étape à Orcières-Merlette pour participer à deux géants de Coupe d'Europe avec pour résultat une 4e puis une 9e place. Le 25 janvier, elle participe au géant de Kronplatz, parvenant en seconde manche pour la première fois de sa saison de Coupe du Monde en portant le 49, soit le numéro de dossard le plus élevé de toutes les qualifiées. Elle signe le 6e chrono sur le second tracé pour une 24e place finale, réalisant ainsi son deuxième meilleur résultat en carrière dans la discipline après une 21e place à Jasná en fin de saison précédente. Cette course marque cependant davantage en Suisse par le fait que c’est la première fois depuis décembre 2018 et une course à Courchevel qu’aucune Helvète ne parvient à se hisser dans le top15 dans la discipline. En février, elle s'illustre en Coupe d'Europe à Kopaonik (5e) et Maribor (8e) et (11e). Elle retourne en Coupe du Monde en mars, sans réussir à se qualifier en seconde manche, tant à Lenzerheide qu'à Åre où elle bénéficie du forfait de Lara Gut-Behrami. Elle conclut sa saison par une 12e place lors du géant des finales de Coupe d'Europe à Soldeu, ce qui lui permet de décrocher la 6e place du classement du géant sur la saison.

## Palmarès

### Coupe du Monde
- Premier départ : 10 décembre 2016, géant de Sestrières, DNF1
- Première fois dans les points (top 30) : 29 décembre 2017, géant de Lienz, 27e
- Meilleur résultat : 13 novembre 2021, parallèle de Zürs, 14e

| Saison/Classement | Général | Général | Géant  | Géant  | Parallèle | Parallèle |
| Saison/Classement | Class.  | Points  | Class. | Points | Class.    | Points    |
| ----------------- | ------- | ------- | ------ | ------ | --------- | --------- |
| 2017-2018         | 126e    | 4       | 52e    | 4      | -         | -         |
| 2020-2021         | 112e    | 10      | 49e    | 10     | -         | -         |
| 2021-2022         | 100e    | 25      | 50e    | 7      | 14e       | 18        |

### Coupe d'Europe
- Premier départ : 6 janvier 2014, géant de Zinal, DNQ2[33].
- Première fois dans les points (top 30) : 11 décembre 2015, géant de Kvitfjell, 11e
- Premier top10 : 12 février 2016, géant de Borovets, 6e
- Premier top5 et premier podium : 15 mars 2016, géant de La Molina, 2e
- Meilleur résultat : 2 victoires, le 8 décembre 2017 au géant de Kvitfjell et le 11 janvier 2025 au géant de Puy-Saint-Vincent[34].

| Saison/Classement | Général | Général | Super G | Super G | Géant  | Géant  | Slalom | Slalom |
| Saison/Classement | Class.  | Points  | Class.  | Points  | Class. | Points | Class. | Points |
| ----------------- | ------- | ------- | ------- | ------- | ------ | ------ | ------ | ------ |
| 2015-2016         | 30e     | 252     | -       | -       | 10e    | 197    | 36e    | 55     |
| 2016-2017         | 61e     | 113     | 54e     | 8       | 22e    | 98     | 72e    | 7      |
| 2017-2018         | 35e     | 217     | -       | -       | 9e     | 205    | 67e    | 12     |
| 2018-2019         | -       | -       | -       | -       | -      | -      | -      | -      |
| 2019-2020         | 118e    | 34      | -       | -       | 41e    | 34     | -      | -      |
| 2020-2021         | 59e     | 107     | -       | -       | 23e    | 107    | -      | -      |
| 2021-2022         | 29e     | 254     | -       | -       | 6e     | 254    | -      | -      |
| 2022-2023         | 41e     | 202     | -       | -       | 9e     | 202    | -      | -      |
| 2023-2024         | 79e     | 86      | -       | -       | 22e    | 86     | -      | -      |

### Championnats du monde juniors
| Édition / Épreuve | Slalom géant | Slalom |
| ----------------- | ------------ | ------ |
| Sotchi 2016       | 10e          | DNF2   |
| Åre 2017          | 16e          | DNF1   |

### Championnats de Suisse
3e en géant en 2016
- 4e en combiné en 2020
- 4e en géant en 2021

 championne de Suisse juniors 2014 en géant
 vice-championne de Suisse juniors 2015 en géant